# 魁升
魁升（1862年10月13日—1932年）汉姓唐，字星阶，他塔喇氏，满洲镶红旗人，吉林永吉人。清朝及中华民国官员。

## 生平
魁升生于清朝同治元年八月二十五日（1862年10月13日）。早年中秀才。因父亲富绅布曾在珲春副都统依克唐阿幕府任职，故魁升于光绪十年（1884年）入依克唐阿的幕府任文书。光绪十八年（1892年）任黑龙江镇边军粮饷处随同委员，后升任帮办、直隶州知州。甲午战争期间，任前敌各军粮饷处总理，负责粮饷及军械事宜。甲午战争结束后，任盛京将军文案处兼粮饷处总办。光绪二十六年（1900年）任奉天全省督销局提调兼盖平盐厘局委员，旋升黑龙江省善后局财政总理兼广信公司督理。宣统三年（1911年）任奉天省财政司司长，官三品。
中华民国成立后，1914年，各省的国税厅筹备处及财政司撤销，由财政厅接办。5月25日，魁升署理新设立的黑龙江财政厅厅长。7月1日，黑龙江财政厅正式成立，魁升任厅长。1918年，转任奉天政务厅厅长，并暂代奉天省省长。1922 年6月8日，魁升转任吉林省省长，同年，因马贼攻克乌拉街、伊通，魁升遂于12月15日辞职。后来，魁升任东三省保安总司令部政治顾问、吉黑两省省长公署高等顾问。1925年任国宪起草委员会委员、关税委员会高等顾问。1926年任国史馆典籍厅厅长，1928年任东北筹帐会副委员长。1929年任吉林省政府顾问。
1931年九一八事变后，他拒绝了日本当局的出山任职邀请。1932年，魁升病逝，享年71岁。

## 著作
- 魁升 编，吉林他塔喇氏家谱[1]